# Crónica de la Nueva España
La Crónica de la Nueva España es la obra más conocida del cronista español Francisco Cervantes de Salazar. Narra la conquista de México, además de aportar numerosos datos sobre la cultura azteca o mexica.
Francisco, Cervantes de Salazar (1914).  Magallón, M., ed. Crónica de la Nueva España. Madrid: Hispanic Society of America. OCLC 1042916880.
Francisco Cervantes de Salazar (1971).  Manuel Magallón, ed. «Crónica de la Nueva España». Madrid: Atlas. Consultado el 21 de marzo de 2024.